# ماریو د کلرک
ماریو د کلرک (انگلیسی: Mario De Clercq؛ زادهٔ ۵ مارس ۱۹۶۶) دوچرخه‌سوار اهل بلژیک است.
از باشگاه‌هایی که در آن بازی کرده‌است می‌توان به تیم لوتو–سودال اشاره کرد.
وی در مسابقات کشوری و بین‌المللی در مجموع برندهٔ ۳ مدال طلا، ۳ مدال نقره، ۱ مدال برنز شده‌است.